# ميلوس آدموفيتش
ميلوس آدموفيتش (بالصربية السيريلية: Милош Адамовић)‏ هو لاعب كرة قدم صربي في مركز الوسط، ولد في 19 يونيو 1988 في شاباتس في صربيا. لعب مع بولونيا وارسو وملادوست لوتشاني ونادي أو إف كيه بيوغراد ونادي شريف تيراسبول ونادي طراز ونادي فاساس.

## وصلات خارجية
- ميلوس آدموفيتش على موقع قاعدة بيانات كرة القدم.إي يو (الإنجليزية)
- ميلوس آدموفيتش على موقع بيانات كرة القدم. دي إي (الألمانية)
- ميلوس آدموفيتش على موقع Soccerbase.com (لاعب) (الإنجليزية)
- ميلوس آدموفيتش على موقع Soccerway.com (الإنجليزية)
- ميلوس آدموفيتش على موقع عالم كرة القدم.نت (الإنجليزية)